# Neocorynura colombiana
Neocorynura colombiana là một loài Hymenoptera trong họ Halictidae. Loài này được Eickwort mô tả khoa học năm 1979.